# Complexidade logarítmica

## Definição
Representada por O({\displaystyle \log } n). Complexidade  algorítmica no qual algoritmo resolve um problema transformando-o em partes menores. Nestes casos, o tempo de execução pode ser considerado como sendo menor do que uma constante grande. Por exemplo, quando n é um milhão, {\displaystyle \log _{2}n} é aproximadamente 20.